# Dessalegn Demeke
République fédérale démocratique d'Éthiopie
Dessalegn Demeke (Ge'ez : ደሣለኝ ደመቀ) est l'un des 112 membres du Conseil de la Fédération éthiopien. Il est l'un des 17 conseillers de la région Amhara et représente le peuple Amhara.